# Frisco City, Alabama
Frisco City là một thị trấn thuộc quận Monroe, tiểu bang Alabama, Hoa Kỳ. Dân số năm 2009 là 1331 người, mật độ đạt 128 người/km².